# Carl Reininghaus

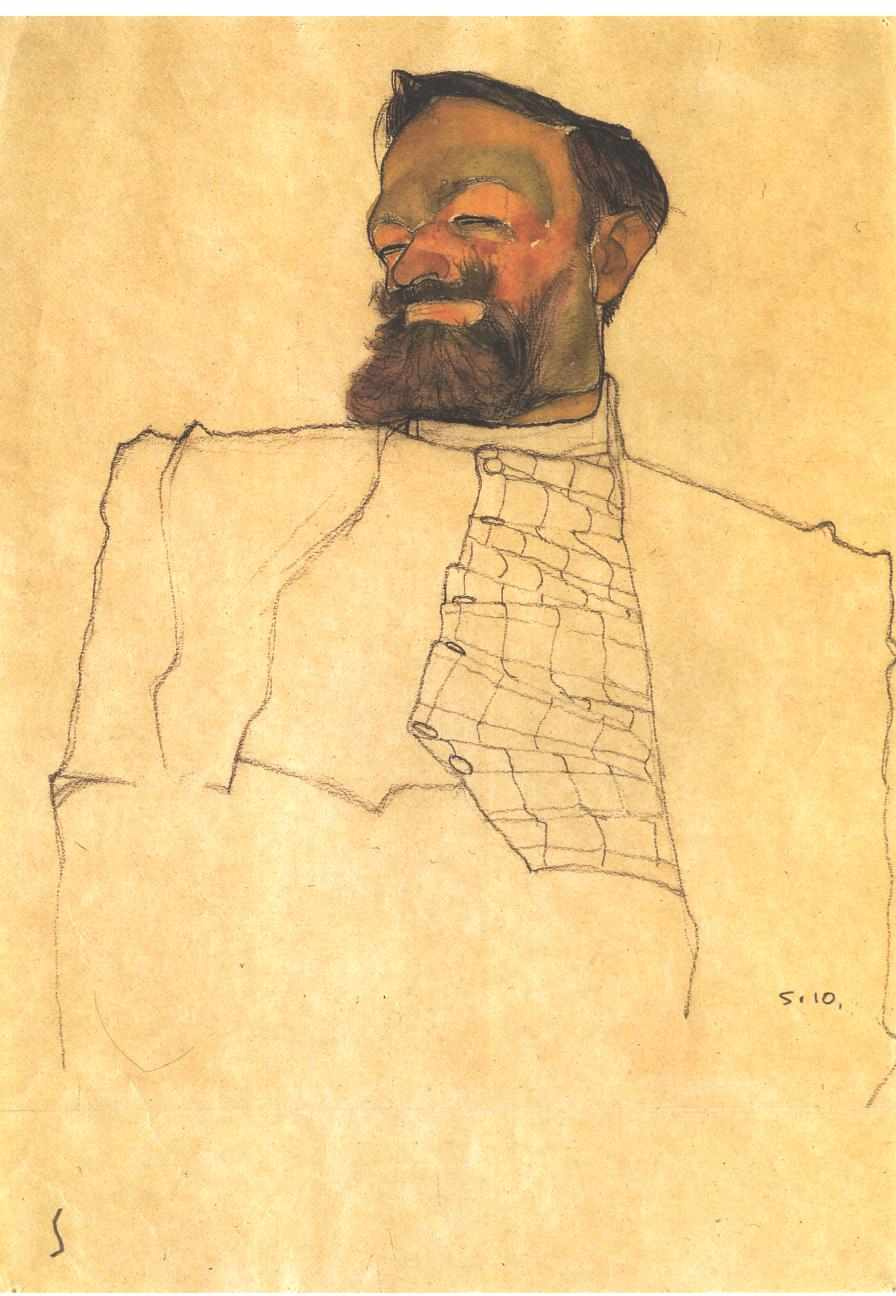
Bildnis Carl Reininghaus von Schiele

Carl Konrad (von) Reininghaus, auch Carl Julius genannt (* 11. Februar 1857 in Graz; † 29. Oktober 1929 in Wien), war ein österreichischer Großindustrieller und Kunstsammler.

## Leben
Carl Reininghaus war der älteste Sohn von Julius Reininghaus (1823–1862) und dessen Ehefrau Emilie, Tochter des Brauereibesitzers Adolf Ignaz Mautner von Markhof. Sein Vater war zu einem Viertel an der Brauerei „Brüder Reininghaus“ in Graz beteiligt. Nachdem er früh verstorben war, kaufte sein Bruder Peter Reininghaus (1818–1901) den Anteil und zahlte die verbliebenen Familienmitglieder aus. Carl Reininghaus trat ein umfangreiches Erbe an und wurde später Inhaber der Farbenfabrik und Schlemmwerke „C. J. Reininghaus“ in Gösting. Er war zeitlebens finanziell unabhängig und konnte daher als Kunstsammler und Mäzen agieren.
Reininghaus zählte zu den wichtigsten Sammlern österreichischer Kunst der Moderne. Er förderte unter anderem Egon Schiele und Gustav Klimt. Dessen berühmten Beethovenfries rettete er vor der Zerstörung, indem er ihn kaufte. Reininghaus war ein Verfechter der Avantgarde und organisierte unter anderem Wettbewerbsausstellungen, in denen junge Künstler seiner Zeit ihre Arbeiten ausstellen konnten. Er protegierte zahlreiche junge und noch unbekannte Künstler. Zu seinem Bekanntenkreis zählte unter anderem Alma Mahler-Werfel. Aus Reininghaus’ Besitz stammte Edvard Munchs Gemälde Sommernacht am Strand, das er 1916 an Walter Gropius verkaufte, damit dieser es Alma anlässlich der Geburt der gemeinsamen Tochter Manon schenken konnte. Dieses Werk war 2007 Gegenstand eines Restitutionsverfahrens und wurde schließlich von der Österreichischen Galerie an die rechtmäßigen Eigentümer zurückgegeben.
Reininghaus war in erster Ehe mit Zoe, geb. von Karajan (Enkelin von Theodor von Karajan), verheiratet. Zu ihren gemeinsamen fünf Kindern gehörten die bildenden Künstlerinnen Maria Peter-Reininghaus und Hanna Philippovich (1890–1970). 1904 zog Reininghaus, inzwischen geschieden, von Graz nach Wien. Seine Lebensgefährtin Marie Schneider lebte im nahe gelegenen Klosterneuburg. Mit ihr hatte er zwei uneheliche Kinder, die er später adoptierte und zu seinen Haupterben bestimmte. 1920 heiratete er Frederike „Fritzi“ Knepper. Aus dieser zweiten Ehe gingen keine Kinder hervor. Reininghaus starb 1929 im Alter von 72 Jahren in Wien. Sein Sohn Karl (1906–1979) führte das Unternehmen „C. J. Reininghaus“ bis in die 1960er Jahre weiter.